# ヒヤム・ユネス
ヒヤム・ユネス（阿: هيام يونس、 発音、1946年1月28日 -）は、レバノンの歌手・作曲家および映画女優。アラブ世界の多くの国で公演を行っており、500曲以上の楽曲を出版している。

## 来歴
13人の子供の末っ子として生まれ、幼少期を文学と詩に捧げた。1953年、彼女は多くの有名な俳優を輩出したエジプトの芸能事務所で、監督ハンリー・バラカットが手がけた映画『قلبي علي ولدي』（ハルビ・アーリ・ワリディ、我が心は息子にあり）に参加した。1957年には、レバノン映画の父として知られるジョルジュ・ナスル監督の映画『إلى أين』（イラ・アイン、何処へ）の制作に参加した。レバノン映画として初めてカンヌ国際映画祭に選出され、数々の賞を受賞した作品で二度目の映画経験を積む。その後、60年代初頭頃から民族音楽を歌うようになり、いくつかのテレビ番組に参加する。卓越した才覚を持つユネスは、ビシャーラ・アル＝フーリー大統領に「二十世紀の奇跡」と称された。